# .45 GAP

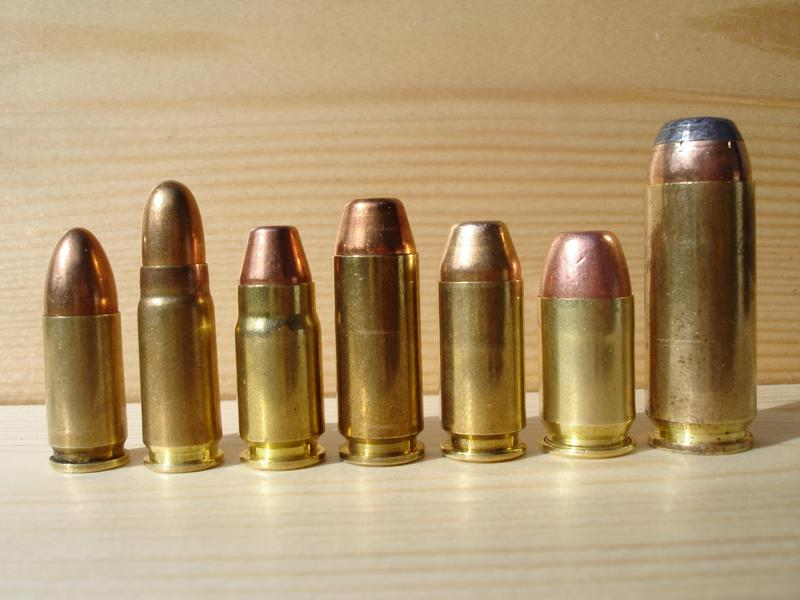
Zleva 9 mm Luger, 7,62 × 25 mm Tokarev, .357 SIG, 10 mm Auto, .40 S&W, .45 GAP, .50 Action Express

.45 GAP je pistolový náboj zkonstruovaný Ernestem Durhamem, inženýrem u CCI/Speer na požadavek výrobce zbraní Glock. Cílem bylo vyrobit náboj, který by se výkonově vyrovnal náboji .45 ACP, ale byl rozměrově kratší, aby ho bylo možné použít v kompaktních zbraní. GAP je zkratka pro „Glock Automatic Pistol“. Tento náboj je prvním, komerčně vyráběným typem, který lze spojovat přímo s firmou Glock.

## Vývoj
Koncept kratší pětačtyřicítky (.45 ACP), který by používal zápalku používanou v menších pistolových nábojích (např. 9 mm Luger, .45 ACP používá velkou zápalku). Aby bylo možné dosáhnout menšího rozměru, tak tento náboj využívá vyššího výstřelového tlaku (stejný jako u .45 ACP +p). V minulosti se mělo za to, že není možné vystřelit střelu o hmotnosti 230 grainů rychlostí 870 stop/s z tohoto náboje. Ale podařilo se toho dosáhnout pečlivým výběrem střelného prachu.

## Specifikace
- Průměrná hmotnost střely: 180–200 grainů
- Průměrná úsťová rychlost: 300 m/s
- Průměrná úsťová energie: 560J

## Příklady zbraní komorovaných na tento náboj
- Glock 37 – vůbec první zbraň určená pro tento náboj
- Glock 38
- Glock 39
- Springfield Armory XD